# Lekeoora
Lekeoora är en ö i Finland. Den ligger i Skärgårdshavet och i kommunen Gustavs i den ekonomiska regionen  Nystadsregionen i landskapet Egentliga Finland, i den sydvästra delen av landet. Ön ligger omkring 61 kilometer väster om Åbo och omkring 210 kilometer väster om Helsingfors.
Öns area är 8,8 hektar och dess största längd är 0,7 kilometer i nord-sydlig riktning. Ön höjer sig omkring 10 meter över havsytan.